# Литвинець (село)
Литви́нець — село в Україні, у Черкаському районі Черкаської області, підпорядковане Бобрицькій сільській громаді. Розташоване за 7 км на захід від Канева і за 13 км від залізничної станції Ляплава.
Населення села становить 923 особи, дворів 314 (2009; 840 осіб в 2007).

## Історія
Як населений пункт село виникло у XIV столітті біля Ковалівського лісу, де знаходилося урочище Вергуни. Назва ймовірно пішла від першого поселення Литвина.
Пізніше село було спалене, а місцеве населення, що лишилося живим, переселилося, заснувавши неподалік два невеличкі хуторки — Ковалі (в урочищі Мелешки) та Литвинець (в урочищі Поруба). Згідно із писемними джерелами, що донесли до нас історію, Литвинець у XVIII столітті входив до складу Канівського староства та налічував до 30 дворів, що розкинулися у долині понад потоком.
Як свідчать історичні матеріали, землі села декілька разів перепродувалися, а до 1861 року продавалися і люди. У 1768 році Литвинець був майже повністю спалений польським полководцем Яненком за участь у гайдамацькому русі. Після приєднання правобережної України до Росії Литвинець дістався у володіння панам Янковським. У 1861 році у Литвинці було 90 дворів, населення становило близько 400 осіб. Всі селяни працювали на землях панів Янковських, яким належало 1 000 десятин найкращих земель.
У книзі Похилевича «Сказання про населені місцевості Київської губернії» є такі історичні дані:

Литвинец, село в 6-ти верстах от Канева по дороге в село Поток. Жителей обоего пола — 612.

У 1900 році поміщики здали в оренду Литвинецьку економію ковалівському багатію і ростовщику Горбику Максиму. В часи революції вона тимчасово належала Степанецькому цукрозаводу.
У 1920 році після довгої перерви знову почала працювати школа. Її перевели у світле приміщення поміщицького будинку, де та була добудована й існувала до початку німецько-радянської війни. Школа стала 4-класною. Оскільки кадрів було мало, до роботи у школу, крім присланого Добровольського, були залучені освіченіші жителі села: О. Ф. Басистий, М. С. Небесний, М. М. Синьоокий та інші. З часом Синьоокого і Небесного замінили вчителі із спеціальною підготовкою. Школу стала відвідувати більшість дітей шкільного віку.
Однією з трагедій став Голодомор 1933 року. Голод почався навесні і продовжувався до збору врожаю, забравши життя близько 400 жителів Литвинця.
В роки німецько-радянської війни 302 особи воювали на фронтах, з них 156 нагороджені бойовими орденами і медалями, загинуло 126 чоловік. На їх честь в селі споруджено обеліск Слави.
Станом на 1972 рік в селі мешкало 1 134 особи. В селі містилася центральна садиба колгоспу «Заповіт Леніна», за яким було закріплено 3,3 тисяч га сільськогосподарських угідь, у тому числі 3 тисячі га орної землі. Виробничий напрям господарства був зерновий та м'ясо-молочний. На той час в селі працювали клуб на 250 місць, магазин на 60 м² торгової зали (збудований у 1963 році), типова двоповерхову восьмирічна школа на 320 місць (збудована у 1970 році), на базі якої в серпні 1987 року утворено середню школу, бібліотека з книжковим фондом 8,7 тисяч примірників, дитячі ясла, медичний пункт.
29 жовтня 1988 року на території Литвинецької середньої школи була закладена Алея пам'яті про воїнів-інтернаціоналістів Черкаської області, які загинули в Афганістані.

## Населення

### Мова
Розподіл населення за рідною мовою за даними перепису 2001 року:
| Мова            | Кількість | Відсоток |
| --------------- | --------- | -------- |
| українська      | 826       | 98.33%   |
| російська       | 13        | 1.55%    |
| інші/не вказали | 1         | 0.12%    |
| Усього          | 840       | 100%     |

## Сучасність
На території села діють загальноосвітня школа, дитячий садок, фельдшерсько-акушерський пункт, Будинок культури, магазини. На землях села працюють ЗАТ «Канівриба», СТОВ «Канівське», ТОВ «Канівліс», СТОВ «Інкубатор», ПП «Фургон», приймальний пункт "Нова пошта", та 3 магазина.